# Gegeneophis danieli
Gegeneophis danieli és una espècie d'amfibis gimnofions de la família Caeciliidae.
Va ser descoberta prop d'Amboli en els Ghats Occidentals de Maharashtra, en l'Índia.